# حركة صحوة تركستان الشرقية الوطنية
حركة صحوة تركستان الشرقية الوطنية (بالأويغورية: شەرقى ي تۈركى ستان مى للىي ئويغۇنۇش ھەرى كىتى) هي مجموعة غير ربحية لحقوق الإنسان وحقوق سياسية مقرها واشنطن العاصمة تأسست في يونيو 2017. تدعم المجموعة حركة الاستقلال في تركستان الشرقية. قام صالح هديار، وهو مستشار أمريكي من الأويغور وطالب دراسات عليا، بتأسيس المجموعة بعد أن فشلت منظمات الويغور الموجودة من قبل في المطالبة بفاعلية باستقلال تركستان الشرقية، واعتبرها «مثيرة للجدل».

## المناصرة
وفقًا للحركة، فإنها تسعى إلى إقامة الوحدة والقيم الديمقراطية والرحمة بين أهالي تركستان الشرقية (المعروفة باسم «سنجان» في الصين) من أجل استعادة حالة تركستان الشرقية وفقًا للقوانين الدولية. إنها تسعى جاهدة لتعزيز المصلحة الوطنية والحقوق لجميع شعوب تركستان الشرقية («سنجان»).
تؤمن الحركة بأن «حركة تركستان الشرقية الوطنية» ليست حصرية للأويغور، بل جميع الشعوب التركية في سنجان بما في ذلك الكازاخ والقيرغيز والأوزبك والتتار وغيرهم. تدعو المجموعة إلى «إنهاء استعمار الصين واحتلالها لتركستان الشرقية وتسعى جاهدة لاستعادة استقلال تركستان الشرقية».
تشترك الحركة في مكتب مع حكومة تركستان الشرقية في المنفى. ومع من وجود حكومة تركستان الشرقية في المنفى منذ عام 2004، إلا أن الحركة تواصل الإشارة إلى نفسها على أنها أول منظمة إيغورية لا تصور الأويغور والشعوب التركية الأخرى في تركستان الشرقية على أنهم أقلية مضطهدة، ولكن بالأحرى كدولة محتلة.

## الأنشطة
منذ تأسيسها، نظمت الحركة العديد من المظاهرات الداعية إلى استقلال تركستان الشرقية وضغطت على أعضاء الكونغرس الأمريكي لسن مشاريع قوانين تساعد في حماية الأويغور والشعوب التركية الأخرى في سنجان. في 20 ديسمبر 2018، وفي ذكرى مرور 69 عامًا على قيام جمهورية الصين الشعبية بتأسيس سنجان، نظمت المجموعة مسيرة من البيت الأبيض إلى وزارة الخارجية ودعت الحكومة الأمريكية إلى «الاعتراف بالإبادة الجماعية التي تحدث في تركستان الشرقية» ودعت الأمم المتحدة أيضًا إلى «العمل وفقًا اتفاقية الإبادة الجماعية ووقف محرقة القرن الحادي والعشرين».
ألقى مؤسس الحركة صالح هديار خطابًا يدعو إلى دعم استعادة استقلال تركستان الشرقية في لجنة الخطر الحالي: حدث الصين في 9 أبريل 2019.
في 15 يوليو 2019، أبلغ بيل غيرتز، رئيس تحرير صحيفة واشنطن فري بيكون أن باحثين من حركة صحوة تركستان الشرقية الوطنية، وهي جماعة استقلال أويغورية جديدة نسبيًا، اكتشفوا المعسكرات الجديدة خلال مشروع لجمع المعلومات الاستخبارية، مفتوح المصدر، والذي استمر لتسعة أشهر استخدمت فيه صور الأقمار الصناعية التجارية وتقارير الناس في المنطقة. لقد حددت الحركة ما لا يقل عن 124 معسكر اعتقال، 193 سجنًا، و66 معسكر عمل بينغتون إلى جانب 37 منشأة عسكرية في سنجان.
كانت المجموعة أيضًا هي الجماعة الأويغورية الوحيدة التي وقعت على رسالة مفتوحة من تأليف كابتن البحرية الأمريكية المتقاعد الكابتن جيمس إي. فانيل، المدير السابق لعمليات الاستخبارات والمعلومات لأسطول المحيط الهادئ الأمريكي، والتي دعا فيها الرئيس دونالد ترامب «لمواصلة المسيرة» ومواصلة سياسته الصارمة على الصين. كانت الرسالة تدحض خطابًا سابقًا بعنوان «الصين ليست العدو» والذي كتب في واشنطن بوست والذي طالب الرئيس دونالد ترامب عبالتعاون مع الصين.
في 1 أكتوبر 2019، انضم صالح هديار، مؤسس الحركة، في الذكرى السنوية السبعين لجمهورية الصين الشعبية، إلى العشرات من الأويغور، والتبتيين، والهونغ كونغيين، والمنغوليين، والكازاخيين، أمام الأمم المتحدة في مدينة نيويورك، حيث طالب الأمم المتحدة بالاعتراف بفظائع الصين ضد الأويغور والتبتيين وغيرهم باعتبار فظائع إبادة جماعية، والاعتراف بتركستان الشرقية، والتبت، ومنغوليا الجنوبية كأراضي محتلة. في 11 أكتوبر 2019، شاركت الحركة في مسيرة مشتركة لهونغ كونغ استضافتها كلية الديمقراطيين والجمهوريين من الجامعة الكاثوليكية الأمريكية حيث انضم المدير السابق للتخطيط الاستراتيجي في البيت الأبيض، العميد روبرت سبالدينج في الدعوة مع صالح هديار لتقديم الدعم لهونغ كونغ.
في 12 نوفمبر 2019، وخلال الذكرى 86 و75 لجمهوريات تركستان الشرقية، عقدت الحركة مؤتمرًا صحفيًا أصدرت فيه إحداثيات 182 معسكر اعتقال مشتبهًا فيها، إلى جانب إنتاج خريطة لتركستان الشرقية تحتوي على 209 نقطة من السجون المسماة، و74 نقطة لمعسكرات العمل المسمى. صرحت الحركة بأنها ستفرج عن مزيد من الإحداثيات للسجون ومعسكرات العمل في الأسابيع المقبلة. بعد المؤتمر الصحفي، عقدت الحركة أيضًا مظاهرة مشتركة مع حكومة تركستان الشرقية في المنفى أمام مبنى الكابيتول الأمريكي، حيث دعوا الكونغرس الأمريكي إلى إصدار قانون اليويغور لسياسة حقوق الإنسان، والاعتراف بتركستان الشرقية كمنطقة محتلة. لقد جعلت الحركة بيانات صور الأقمار الصناعية متاحة للجمهور على موقعها على شبكة الإنترنت. أصدرت وزارة الخارجية الصينية بيانًا وصفت فيه حركة صحوة تركستان الشرقية بأنها «منظمة إرهابية» لكنها صححت فيما بعد بيانها، إلا أن الدبلوماسي الصيني ليجيان تشاو رفض حذف تغريدته واستمر في الإشارة إلى الحركة على أنها «منظمة تابعة ل»، في إشارة إلى حركة تركستان الشرقية الإسلامية الإرهابية (المعروفة الآن باسم الحزب الإسلامي التركستاني).
في أواخر فبراير، دعت الحركة المجتمع الدولي لتحويل انتباهه إلى محنة الأويغور والشعوب التركية الأخرى في تركستان الشرقية وسط جائحة فيروس كورونا. ابتداءً من أوائل مارس، تحدث هودايار، الذي تم انتخابه رئيسًا لوزراء حكومة تركستان الشرقية في المنفى في 11 نوفمبر 2019، إلى العديد من الصحفيين ووسائل الإعلام حول النقل القسري للصين للإيغور والشعوب التركية الأخرى إلى المقاطعات الصينية من أجل السخرة التي وصفها بأنها «عمالة بالسخرة». في 13 أبريل 2020، ظهر مؤسس الحركة، صالح هديار، كضيف خاص في عرض ستيف بانون Bannon War Room Pandemic وتحدث لفترة وجيزة عن تركستان الشرقية والأويغور. في 19 يونيو 2020، نظمت الحركة مظاهرة أمام البيت الأبيض لشكر الرئيس دونالد ترامب والولايات المتحدة على تمرير وتوقيع قانون سياسة حقوق الإنسان الأويغوري. كما دعت الحركة إلى استقلال تركستان الشرقية وأدانت اضطهاد الصين للأويغور والشعوب التركية الأخرى.

## دعوى قضائية لدى المحكمة الجنائية الدولية
في 6 يوليو 2020، ذكرت صحيفتا نيويورك تايمز ووول ستريت جورنال أن حركة صحوة تركستان الشرقية وحكومة تركستان الشرقية في المنفى قدمتا شكوى تحث المحكمة الجنائية الدولية تحث على التحقيق مع المسؤولين الصينيين ومقاضاتهم بتهمة الإبادة الجماعية وغيرها من الجرائم ضد الإنسانية. الشكوى هي أول محاولة كمنتدى قانوني دولي لتحدي الصين بشأن مزاعم الانتهاكات الجسيمة لحقوق الإنسان ضد المسلمين الترك في تركستان الشرقية. تضمنت الشكوى المكونة من 80 صفحة قائمة بأكثر من 30 من كبار المسؤولين الصينيين، بما في ذلك الأمين العام للحزب الشيوعي الصيني شي جين بينغ، الذي يحمله الأويغور المسؤولية. في اليوم التالي، عقدت حكومة تركستان الشرقية في المنفى وحركة صحوة تركستان الشرقية مؤتمرًا صحفيًا عبر الإنترنت في واشنطن العاصمة ولاهاي. قال هديار للخدمة الصينية في إذاعة آسيا الحرة «لقد ظُلِّلْنَا لفترة طويلة جدًا من قبل الصين وحزبها الشيوعي وعانينا كثيرًا لدرجة أنه لم يعد بالإمكان تجاهل الإبادة الجماعية لشعبنا». في 9 يوليو 2020، فرضت الحكومة الأمريكية عقوبات على 3 من كبار المسؤولين الصينيين، بمن فيهم أمين حزب سنجان تشين تشوانغو وتشو هايلون، واللذين كانا من بين 30 مسؤولًا ورد ذكرهم في الشكوى المقدمة إلى المحكمة الجنائية الدولية. قال هديار لراديو آسيا الحرة إن فريق الخبراء الحكوميين يرحب بالعقوبات وأن الأويغور يريدون عدالة حقيقية. كما تحدث عن ضرورة محاكمة المسؤولين الصينيين مثل النازيين خلال محاكمات نورنبيرغ.

## روابط خارجية
- حركة صحوة تركستان الشرقية الوطنية نسخة محفوظة 10 أبريل 2022 على موقع واي باك مشين.
- حركة صحوة تركستان الشرقية الوطنية عبر تويتر
- حركة صحوة تركستان الشرقية الوطنية عبر فيسبوك